# سی‌دی‌پی‌کیو
سی‌دی‌پی‌کیو (انگلیسی: Caisse de dépôt et placement du Québec) شرکت سرمایه‌گذاری قراردادی و قانونی کانادایی که در سال ۱۹۶۵ تأسیس شد و کار اساسی آن پرداختن به صندوق بازنشستگی و دیگر بیمه های بازنشستگی است.